# مسجد بابای نقشبند
مسجد بابای نقشبند مربوط به دوره قاجار است و در سنندج، خیابان ۱۷ شهریور، کوچه بابای نقشبند واقع شده و این اثر در تاریخ ۱۱ مرداد ۱۳۸۴ با شمارهٔ ثبت ۱۲۶۷۳ به‌عنوان یکی از آثار ملی ایران به ثبت رسیده است.